# Turn It into Love
A Turn It into Love Kylie Minogue ausztrál énekesnő hetedik kislemeze első, Kylie Minogue című albumáról. A kislemez 1988 decemberében jelent meg Japánban, ahol a B oldalon a "Made in Heaven" című dal kapott helyet, míg más nemzetközi kiadású kislemezen a Je Ne Sais Pas Pourquoi című dal szerepelt.
A Turn It into Love című dal a 6. kimásolt kislemez a debütáló Kylie című albumról, melynek szerzői a Stock, Aitken Waterman páros.
A Stock Aitken Waterman triópáros által írt dalt ugyanebben az évben Hazel Dean brit énekesnő is megjelentette, ami évekig tartó találgatásokat váltott ki, hogy melyik előadó vette fel először. A dal írója, és producere Matt Aitken ahhoz ragaszkodott, hogy Minogue számára írták, majd később Deannek adták, amikor kiderült, hogy az ausztrál énekesnőnek nincs szüksége újabb brit kislemezre debütáló albumáról.

## Kritikák
A dal a Stock Aitken Watermen rajongók egyik kedvenc dala, mely szerepelt a 2005-ben megjelent "Stock Aitken Waterman Gold" című válogatásalbumon is. A dal egyike annak a mindössze két dalnak, melyet nem adtak ki kislemezként az Egyesült Királyságban. 2017-ben Christian Guiltenane, a brit Attitude magazintól, a Stock Aitken Waterman szerzők egyik legcsodálatosabb dalának minősítette, megjegyezve: " A dús xilofonos intró, és lendületes dallam lenyűgöző a dal szövegeiben lévő melankóliával". 2021-ben a brit Classic Pop magazin a 21. helyre sorolta a dalt a Top 40-es Stock Aitken Waterman dalok listáján, hozzátéve, hogy "minden bizonnyal az egyik legjobb alkotásuk Minogue számára". 2023-ban Robert Moran a The Sydney Morning Herald ausztrál bulvárlap munkatársa a dalt Minogue 38. legjobb dala közé sorolta. Hozzátette, hogy "Minogue a kezdetek óta euro-diszkó stílusú dalokat csinált". A refrén az a fajta "fülféreg" amelyet hirtelen ismételni fogsz, valahányszor elfordítasz egy csapot vagy egy kilincset.

## Hivatalos változatok

### Turn It Into Love
- Album verzió / single verzió
- Instrumentális változat: 1988-ban egy nagyon ritka török bootleg-ként jelent meg 7" inches kislemezen, majd 2002-ben a "Greatest Hits 1987-1992" című DVD-n a "Galery" szekciójának főcímzenéjeként. Elérhetővé vált a PWL korábbi katalógus-kiadásaiban is, és az iTunes-on is.
- Extended instrumentális változat: kizárólag a japánban megjelent "Greatest Hits 1987-1997" című válogatás CD-n jelent meg 2003-ban.
- A "Turn iT Into Love" hivatalos vokális extended változata soha nem készült a PWL-nél.

### Made in Heaven
- Album verzió/ single verzió
- Maid in England Mix, mint Heaven Scent Mix
- A dal egy rövidebb változata szerepel az ausztrál "Never Too Late" című kislemezen, és a brit kiadású "Greatest Hits 87-92" című 2002-es kiadáson.
- A Heaven Scent 12" mix kizárólag a "Greatest Remix Hits Volume 4" című ausztrál válogatáson szerepel, mely 1998 augusztusában jelent meg.
- Az Original 12" mix, az instrumentális változat, valamint a Made in Australia Mix és Made in Sweden Mix nem érhető el, míg a PWL újra nem jelenteti meg azt az iTunes zeneáruházban.

## Élő előadások
Kylie a dalt a turnék során adta elő, többnyire mixbe foglalva.
- A Night Like This Turné (a Hits Medley részeként)
- Showgirl: The Homecoming Turné (a "Light Years" egyveleg részeként)

## Feldolgozások
| Év   | Előadó                                   | Album                                         |
| ---- | ---------------------------------------- | --------------------------------------------- |
| 1995 | Hideki Saijo                             | Ai ga Tomaranai (愛が止まらない) (dal)        |
| 2001 | Puffy AmiYumi                            | The Hit Parade                                |
| 2003 | Yuki Koyanagi                            | Koyanagi the Covers Product 2                 |
| 2003 | Dream                                    | Dream World                                   |
| 2008 | Demon Kogure                             | Girls' Rock √Hakurai                          |
| 2009 | ManaKana                                 | Two Sing 2 (ふたりうた2 Futari Uta 2)         |
| 2010 | Junichi Inagaki (duett Nanase Aikawaval) | A Man and a Woman 3 (男と女3 Otoko to onna 3) |
| 2011 | Tévésorozat                              | Power Spot (パワースポット Pawāsupotto )      |

## Formátum és számlista
A dal 7" inches kislemezen, és 3 cm-es maxi CD-n jelent meg
CD és 7" kislemez
1. Turn It into Love
2. Made in Heaven[5]

## Helyezések
| Slágerlista (1988)               | Legmagasabb helyezés |
| -------------------------------- | -------------------- |
| Japan Oricon International Chart | 1                    |

## Külső hivatkozások
- A dal szövege[6]